# Xilosteínos
Xilosteínos (Xylosteini) é uma tribo de cerambicídeos da subfamília Lepturinae.

## Gêneros
- Caraphia Gahan, 1906
- Leptorhabdium Kraatz, 1879
- Palaeoxylosteus Ohbayashi & Shimomura, 1986
- Peithona Gahan, 1906
- Pseudoxylosteus Sama, 1993
- Xylosteus Frivaldszky, 1838